# Matilda Baffour Awuah
Pour les articles homonymes, voir Awuah.
Matilda Baffour Awuah est une experte ghanéenne en matière de sécurité et ancienne directrice générale du Service pénitentiaire du Ghana.  

## Éducation et vie professionnelle
Matilda Awuah a fréquenté l'école secondaire des filles Aburi dans la région orientale du Ghana. Elle est allée à l'université du Ghana et a obtenu un bachelor ès arts en histoire moderne. Elle est titulaire d'une maîtrise en administration publique de l'école d'Administration de l'université du Ghana et d'un diplôme d'études supérieures en journalisme et relations publiques de la School of Communication Studies. En 1981, elle intègre le service pénitentiaire du Ghana avant d'obtenir son diplôme de l'académie militaire et de l'école de formation de Teshie en juin 1982. Sa formation en sécurité lui a valu sa scolarité à la Lyndon B. Johnson School of Public Affairs (en) de l'université du Texas à Austin et au International Management Training Center de Worthing.  
Après des années de service, elle a été nommée chef des relations publiques au quartier général des prisons, puis chef de la protection sociale. Elle a dirigé plusieurs prisons pour femmes au Ghana, notamment la prison pour femmes de Nsawam (en) et la prison pour femmes de James Fort. Une partie de sa mission internationale était à la Mission des Nations unies au Soudan du Sud.  

## Directrice générale des prisons du Ghana
En mars 2013, John Atta Mills, alors président du Ghana, sur avis du Prisons Service Council, l'a nommée directrice générale par intérim du Service pénitentiaire du Ghana. Elle a remplacé Michael Kofi Bansah, qui avait pris sa retraite et était chargé des finances et de l'administration du service. Le poste intérimaire est devenu définitif en novembre 2018. Elle a pris sa retraite en janvier 2016 et a été remplacée par Emmanuel Yao Adzator. 